# ويليام براونريغ
ويليام براونريغ (بالإنجليزية: William Brownrigg)‏ ـ (24 مارس 1711 ـ 1800) هو طبيب وعالم بريطاني. اشتغل بالطب في مدينة وايتهافن الساحلية بمقاطعة كمبرلاند في شمال غرب إنجلترا، حيث أجرى تجارب علمية أدت إلى انتخابه زميلًا بالجمعية الملكية وفوزه بوسام كوبلاي.

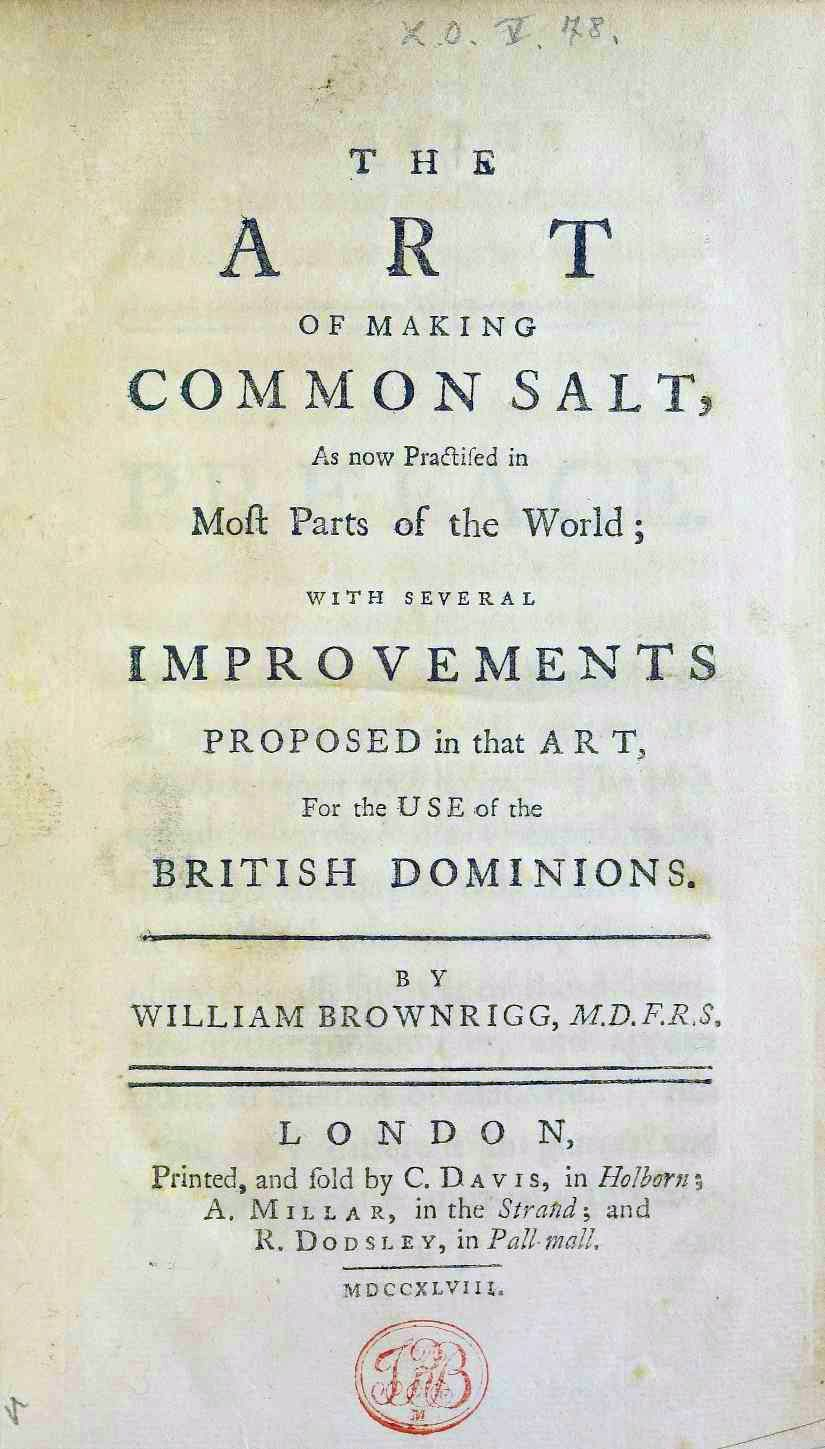
فن صنع الملح العادي 1748

## اكتشافه للبلاتين
جلب أحد أقارب براونريغ ـ ويدعى تشارلز وود ـ معه من جامايكا عينات من معدن البلاتين، فقام براونريغ بتسجيل ما قام به وود من تجارب، وقام هو الآخر بتجارب عليه. أدت التجارب إلى اكتشاف براونريغ أن البلاتين عنصر كيميائي جديد، وقد أخطر براونريغ الجمعية الملكية باكتشافة هذا، مشيرًا إلى فوائده المحتملة وإلى الحاجة إلى المزيد من الأبحاث عليه.